# 東京レコードマネジメント
東京レコードマネジメント株式会社（とうきょうレコードマネジメント、英: TOKYO RECORDS MANAGEMENT COMPANY, INC.）は、文書管理業務を行う企業。

## 主な業務
- 文書管理業務

東京電力などから文書管理を受託している。2007年12月から翌年1月にかけて、Winnyを使用した同社社員により、福島第一原子力発電所に関係する情報漏洩が発生した。
- 文書保存庫業務
- 機密文書溶解処理サービス
- 電子自治体関連業務
- 東京電力グループ社員向け、電源立地特産品通販サイト

## 事業所
- 本社 - 〒141-0031 東京都品川区西五反田2-30-4 ＢＲ五反田2F
- 福島事業所 - 〒979-0695 福島県双葉郡楢葉町波倉字小浜作12
- 新潟支社 - 〒945-0016 新潟県柏崎市青山町3-1